# Лімбург (провінція Нідерландів)
Лі́мбург (нід. Limburg) — провінція на південному сході Нідерландів. Столиця — Маастрихт.
На честь регіону названо астероїд 1383 Лімбурґія.
| Назва міста   | Населення, осіб (2009) |
| ------------- | ---------------------- |
| Маастрихт     | 118286                 |
| Сіттард-Гелен | 95327                  |
| Венло         | 91467                  |
| Герлен        | 89356                  |
| Рурмонд       | 54731                  |
| Верт          | 48332                  |
| Керкраде      | 48076                  |

## Ресурси Інтернету
- Official Website [Архівовано 17 травня 2014 у Wayback Machine.] (нід.)(англ.)
- Province map showing subdivision in municipalities, link for each municipality to basic data page
- The Maastricht Treaty [Архівовано 8 березня 2009 у Wayback Machine.]

| Нідерланди | Це незавершена стаття з географії Нідерландів. Ви можете допомогти проєкту, виправивши або дописавши її. |